# エフゲニ・サヴィン
エフゲニ・サヴィン（Evgeni SAVIN、1984年4月19日 - ）は、ロシアの元サッカー選手。現役時代のポジションはフォワード。現在は、ブロガー、YouTuber、FCクラサバのオーナーである。

## 経歴
元U-21代表のストライカー。2007年3月24日、エストニア戦でA代表初招集を受けるも出番はなかった。2009年2月の代表合宿で2年ぶりに招集された。
2015年に現役引退、MatchTVチャンネルでコメンテーターとして活動するほか、2018年、YouTubeチャンネル「クラサバ（ロシア語：КраСава）」を開設し、YouTuberになった。2020年にロシア2部リーグにFCクラサバというサッカーチームを創設した。

## ロシアのウクライナ侵攻の影響
2022年4月18日、サヴィンはウクライナの選手たちがロシアのウクライナ侵攻について語る動画をアップロードした。その後、チームがクラスノゴルスクのZorkiyスタジアムでのトレーニングを禁止され、ほとんどすべてのスポンサーがクラブを去った。サヴィンはチームを財政的に支援するために彼のアパートを売却したという。同年5月27日にアップロードされた動画で、サヴィンはロシアを去ったことを表明した。
一連の経緯や事情について、サヴィンはノーヴァヤ・ガゼータのインタビューに応じて仔細に説明しており、同年6月3日に記事になった。それによると、2月24日はノルウェーにいてロシアではなくEUの報道で事態を知り、同月26日に家族を連れてロシアを脱出。問題になった動画の公開後、母親から泣きながらの電話があったという。
選手はシステムの中で、契約、お金、恐怖などに縛られ、誰一人として戦争反対を公言できない。少なくとも97％のサッカークラブが公費で成り立つロシアで「政治の外のスポーツ」は有り得ない状態で、4月18日にアップロードした動画への選手やサッカー関係者からのリアクションは「私たちの沈黙をお許しください」というものだったと語っている。
またFCクラサバは、ホームゲーム用のスタジアムが見つからず、モスクワ全域でのプレーを暗黙の了解で禁止された状態であるため、100％ロシアから離れることになるだろうとしている。同年7月21日、FCクラサバはキプロスに登録したこと、現地のイプソナスFCを買収し統合することを自らのInstagramで発表した。
2022年10月、YouTubeチャンネルに動画投稿をしていない理由を語った。祖国への裏切り者として刑事事件とともに去らなくてはならず、道義的に燃え尽きたかのような状態であるという。撮影に必要な全ての機材を持ってきていたが、これまでのようにロシアサッカーの底辺に踏み込むことは出来ないと実感していると話している。
2023年1月23日、ロシア軍の信用を傷つけた罪でモスクワの裁判所に刑事訴訟を起こされた。同月17日、裁判所はサヴィンに5万ルーブルの行政罰金を課している。
2024年2月14日、ロシア内務省がサヴィンを指名手配したことが報じられた。

## 所属クラブ
- FCロトール・ヴォルゴグラード 2000-2001
- FCリャザン 2002
- FCロコモティフ・モスクワ 2003
- FCトム・トムスク 2004
- FCアンジ・マハチカラ 2005
- FCヒムキ 2005
- アムカル・ペルミ 2006-2007
- クリリヤ・ソヴェトフ・サマーラ 2008-2011
- FCトム・トムスク 2011
- FCウラル・スヴェルドロフスク・オブラスト 2012-2013
- FCアルセナル・トゥーラ 2013
- FCルチ・エネルギア・ウラジオストク 2014
- FCチュメニ 2014-2015